# 베를린 쇠네베르크역
베를린 쇠네베르크역(Bahnhof Berlin-Schöneberg)역은 베를린 템펠호프쇠네베르크구에 있는 베를린 순환선 및 반제선의 철도역이다. 현재의 역사는 1932년-1933년에 건설되었다. 역사, 에버스슈트라세(Ebersstraße)로 이어지는 대합실 건물은 베를린 건축유산으로 지정되어 있다. 후자의 건물은 1897년-1898년에 건설되었으며, 당시 순환선의 에버스슈트라세(Ebersstraße)역으로 사용되었다. 근처에 있는 철도 노동자 사택(Werdauer Weg 2)은 1870년대에 쇠네베르크역이 건설될 때 같이 건설되었으며, 역시 베를린 건축유산으로 지정되어 있다.

## 인접 철도역
베를린 버스 M46, 248번과 환승할 수 있다.
| 베를린 S반                             | 베를린 S반 | 베를린 S반                              |
| -------------------------------------- | ---------- | --------------------------------------- |
| 율리우스레버브뤼케 오라니엔부르크 방면 | S1         | 프리데나우 반제 방면                    |
| 쥐트크로이츠 반시계방향 순환           | S41 · S42  | 인스브루커 플라츠 시계방향 순환         |
| 인스브루커 플라츠 베스트엔트 방면      | S46        | 쥐트크로이츠 쾨니히스 부스터하우젠 방면 |

## 참고 문헌
- H. Gottfeldt: Umsteigebahnhof Schöneberg in Berlin. In: Deutsche Bauzeitung, Jg. 67 (1933), S. 484–488.